# Початок (Цілком таємно)
Початок (The Beginning) — 1-й епізод шостого сезону серіалу «Цілком таємно». Епізод належить до «міфології серіалу» та надає змогу глибше з нею ознайомитися. Прем'єра в мережі «Фокс» відбулася 8 листопада 1998 року.
Серія за шкалою Нільсена отримала рейтинг домогосподарств рівний 11.9, який означає, що в день виходу її подивилися 20.34 мільйона глядачів.

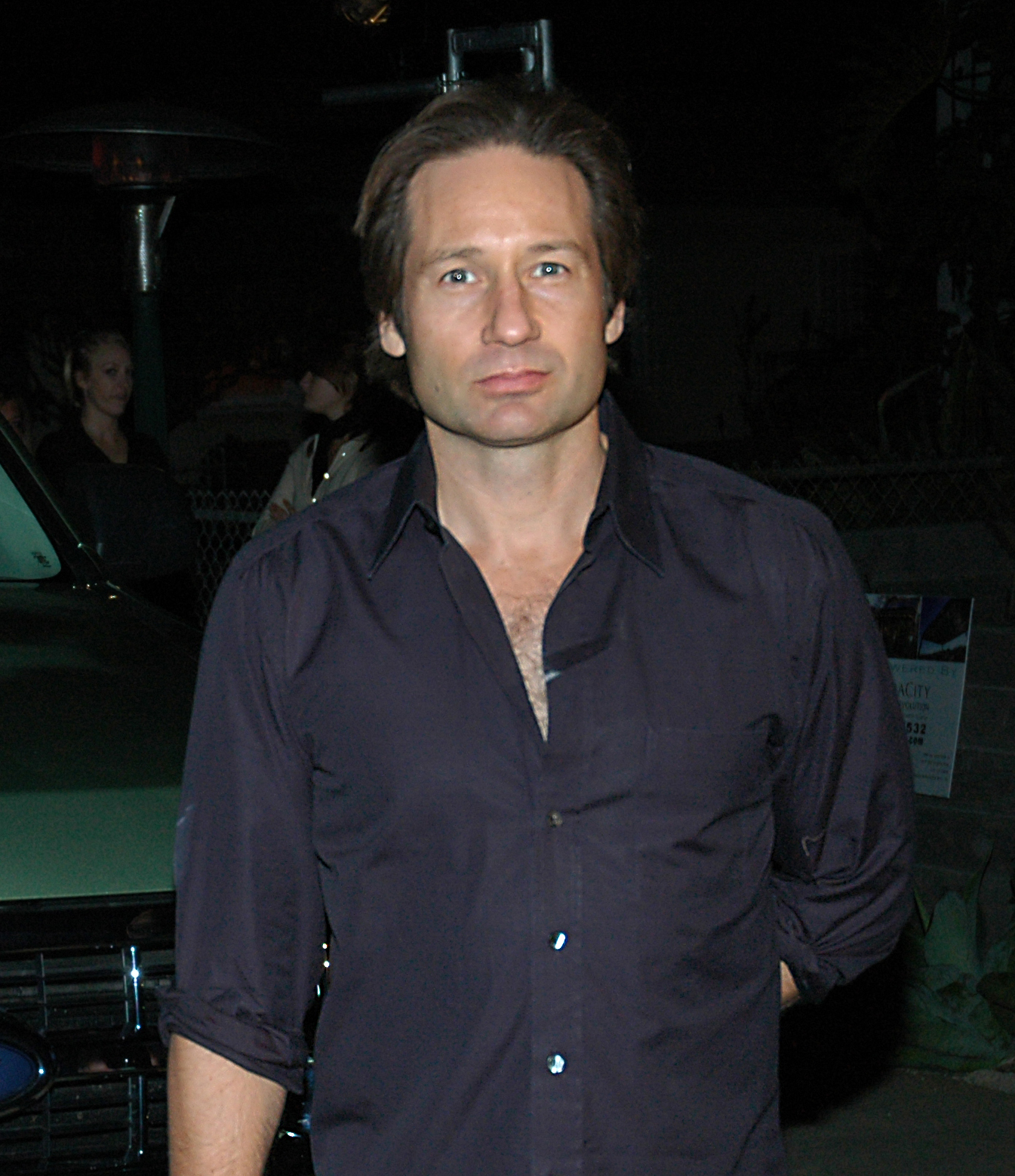

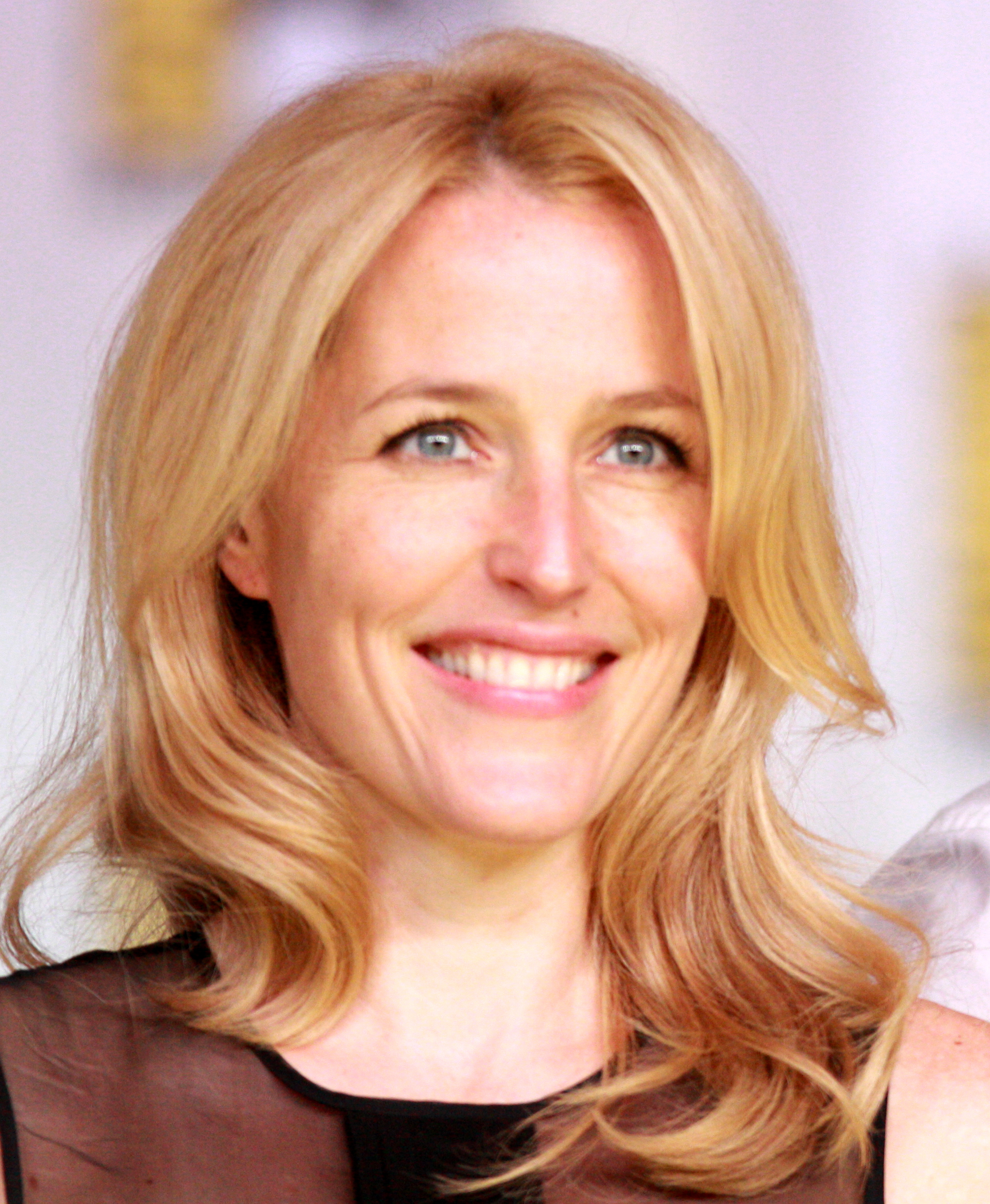

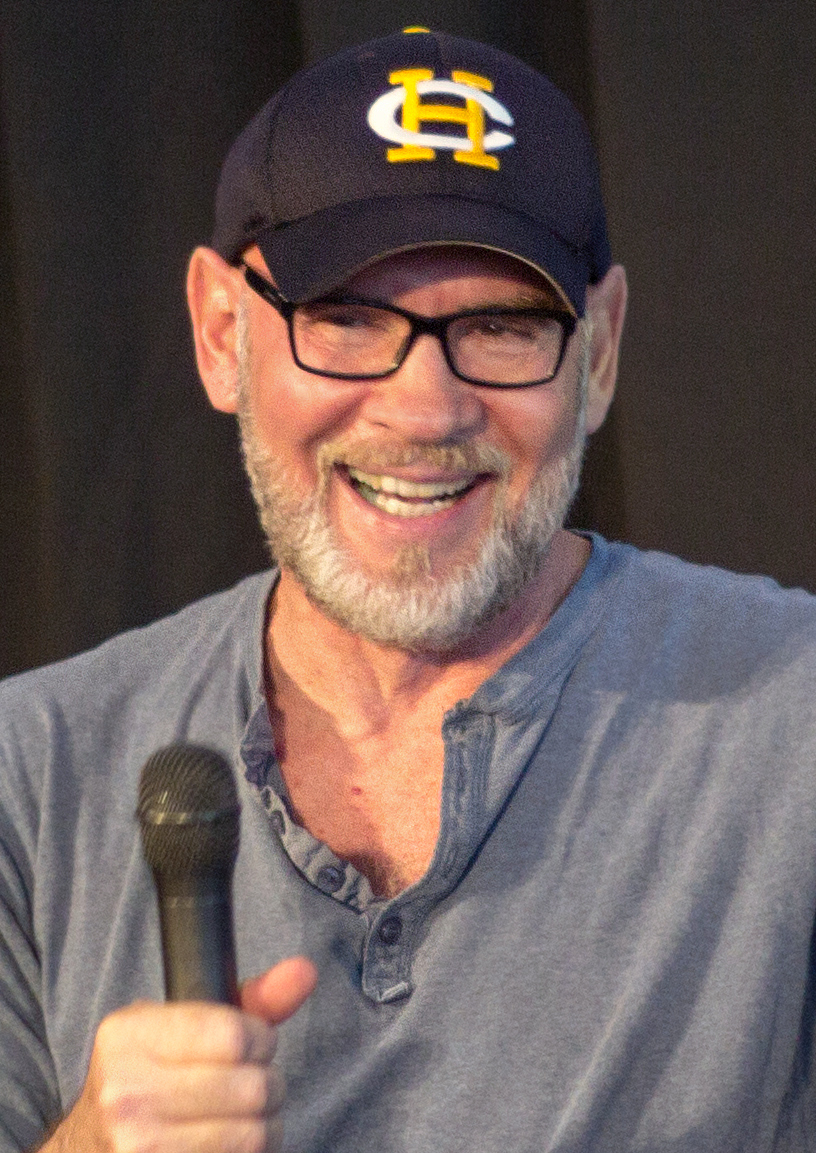

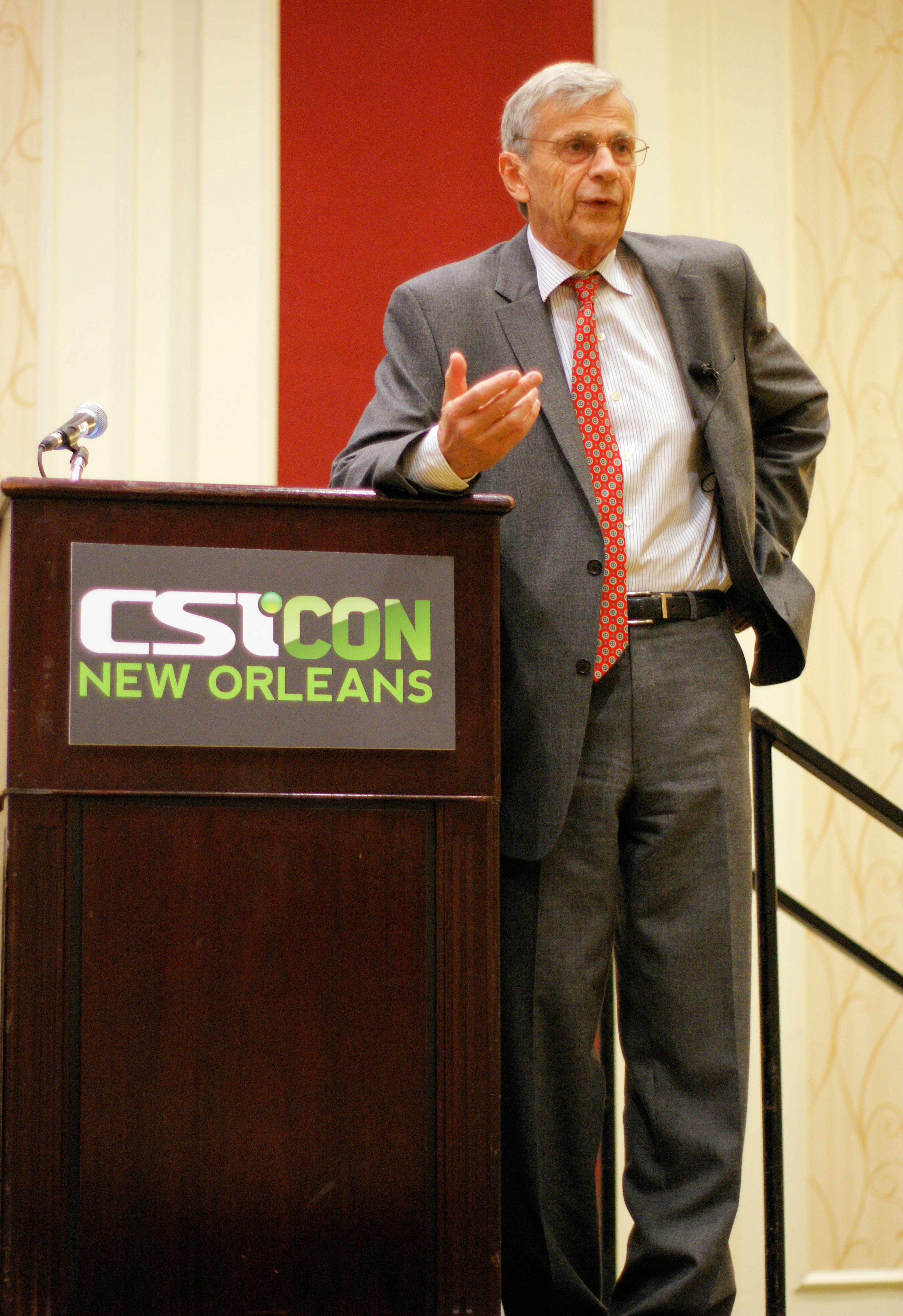

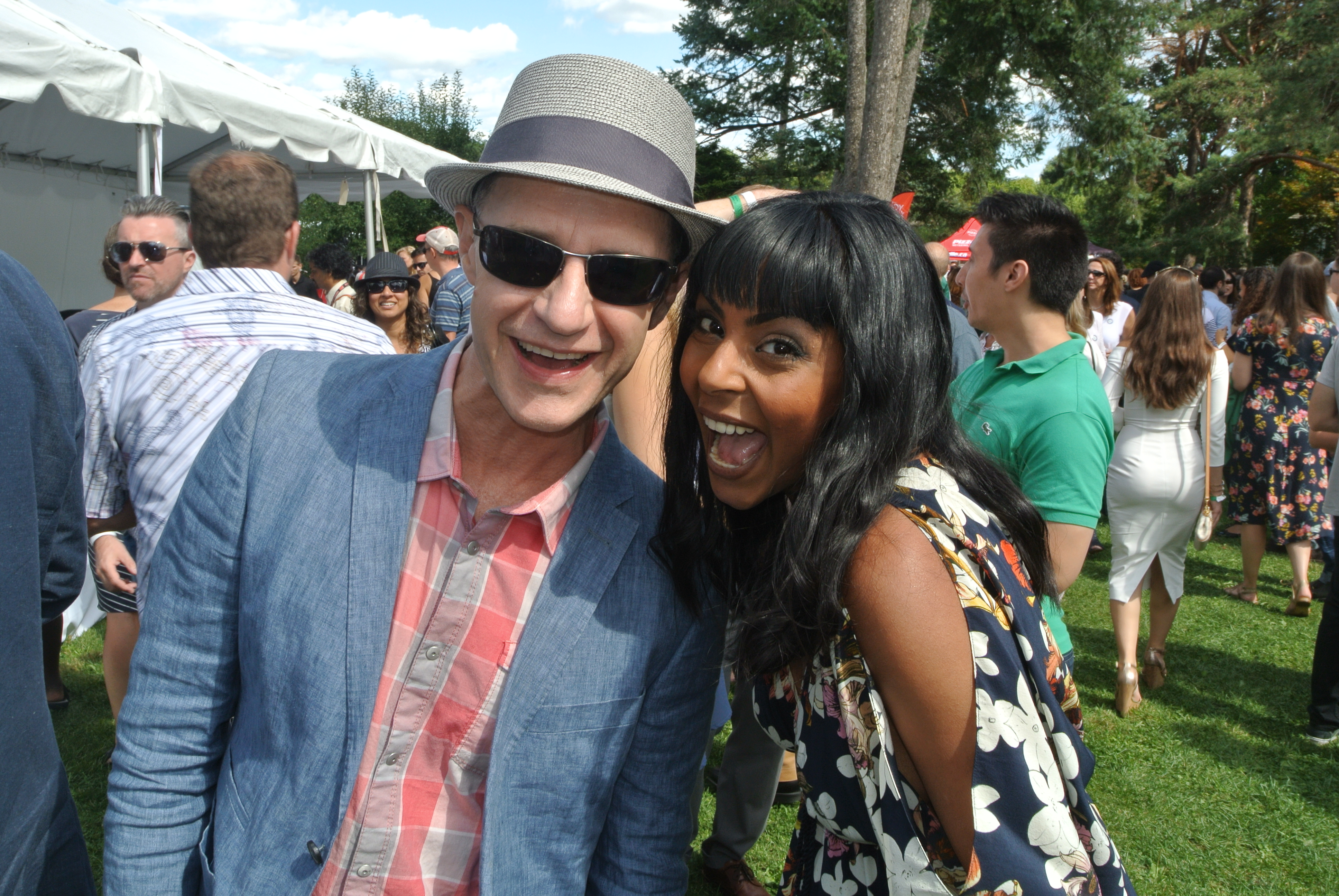

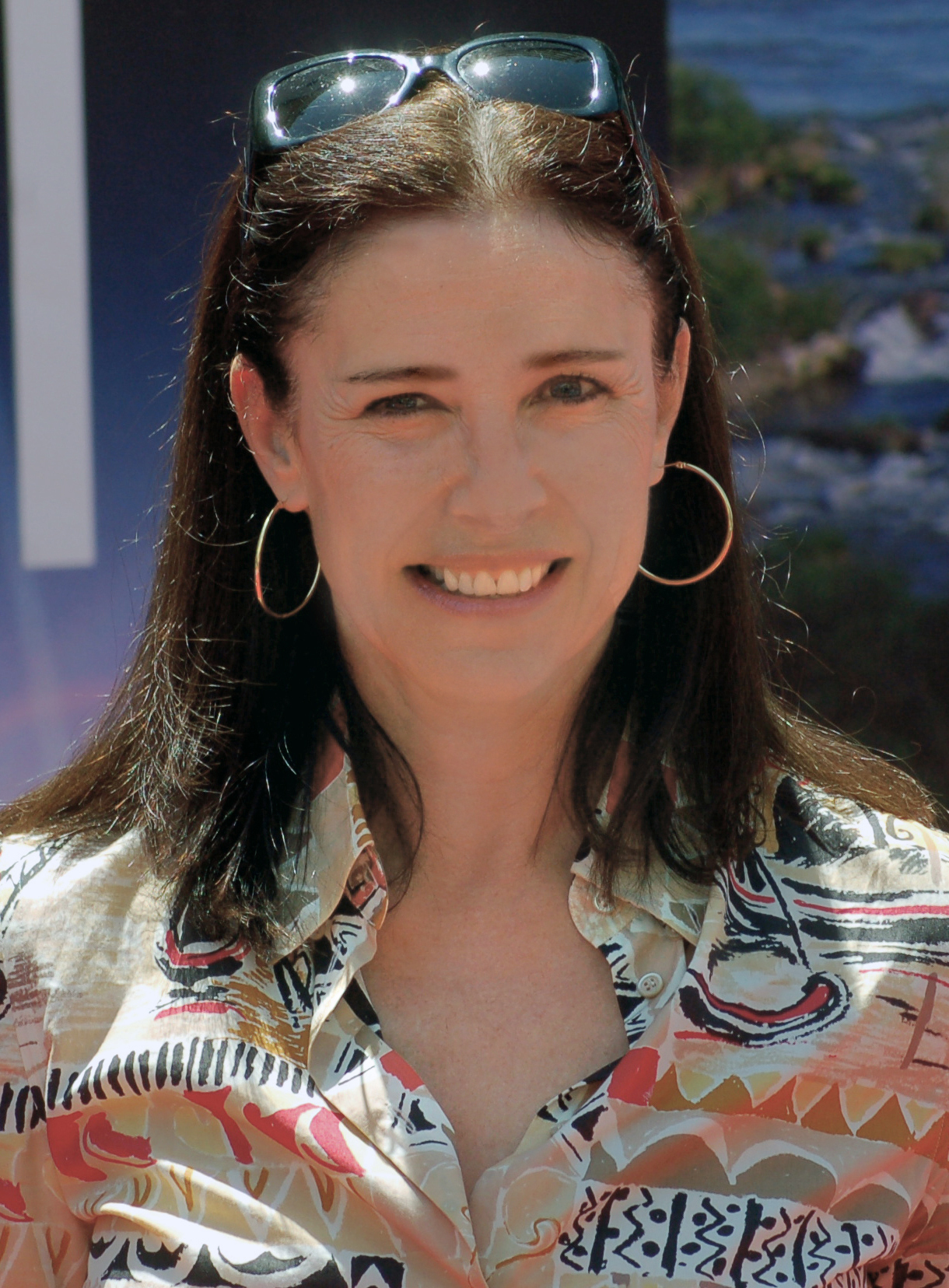

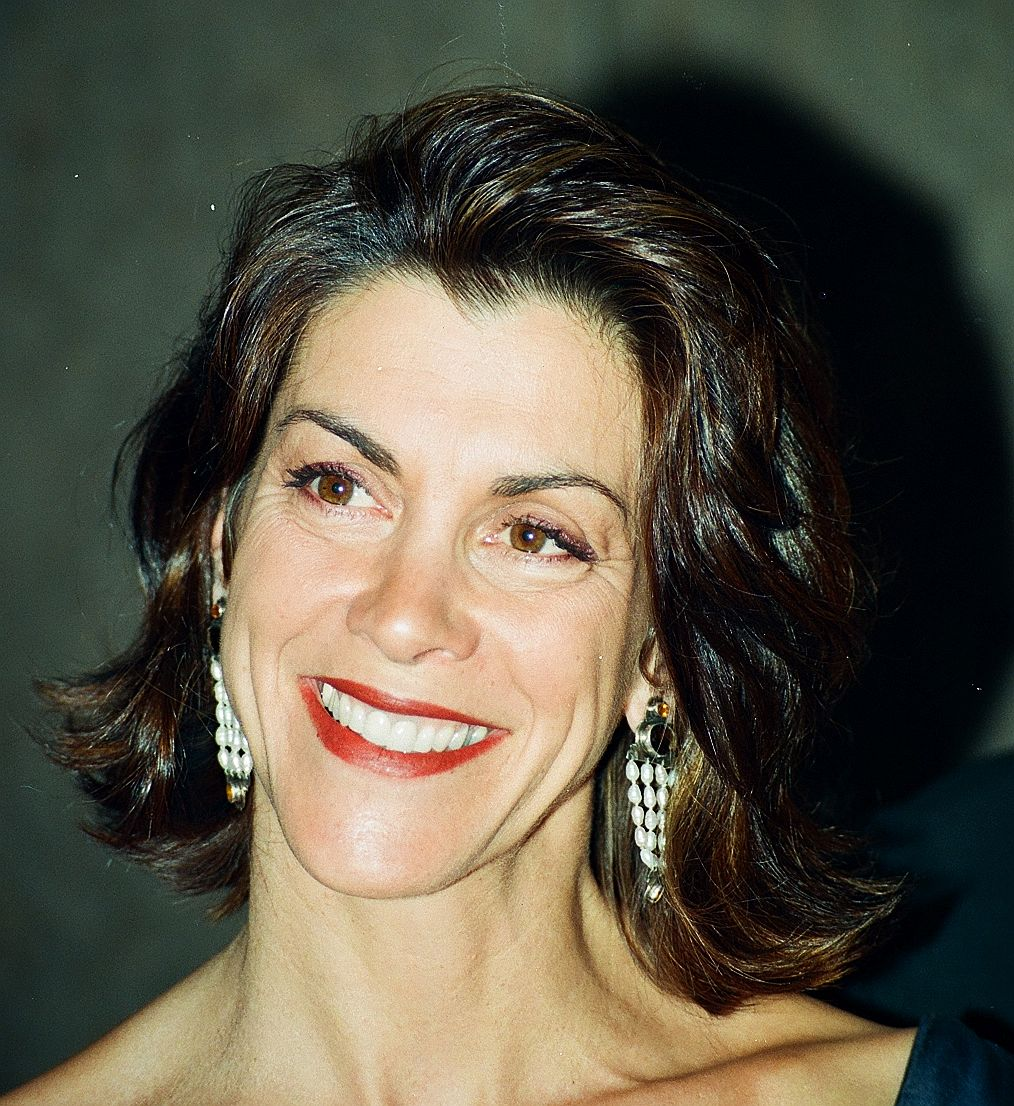

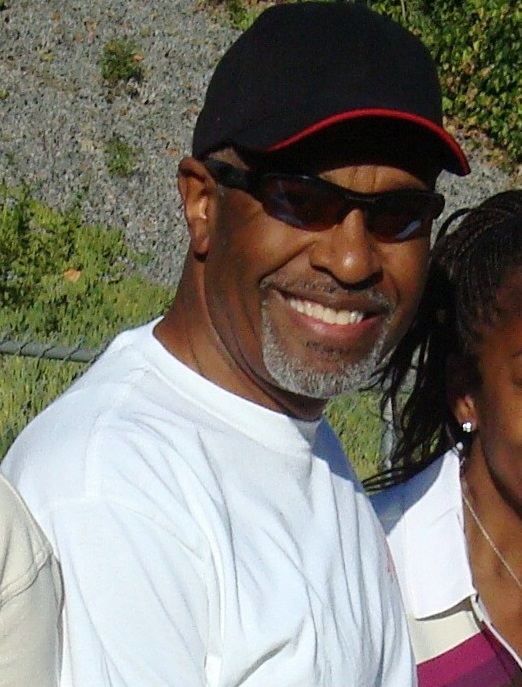

Малдер і Скаллі полюють на смертоносну істоту в пустелі Аризони. Те, що вони знаходять, начебто підтримує відроджену віру Малдера в інопланетян, але агенти не поновлюються в роботі із знову відкритими матеріалами «Цілком таємно» — із Джеффрі Спендером і Діаною Фоулі замість них.

## Зміст
Істина поза межами досяжного
Розплавлене сонце у вибляклій блакиті неба пустелі. Працівники фірми «Roush Technologies» рухаються мікроавтобусом з роботи; одному з них явно зле. У Фініксі (штат Аризона) він, перебуваючи вдома, підіймає температуру в кімнаті на кільканадцять градусів. Однак це не допомагає — його руки стають деформовані і просвітні. Вранці по нього приїздять співпрацівники, але він мертвий — щось вилізло з його нутрощів, розірвавши Сенді. Потім це щось напало на колегу, який зайшов до Сенді додому.
Малдер намагається відновити пошкоджені архіви. У Вашингтоні Фокс постає перед комісією ФБР щодо свого досвіду в Антарктиді та необхідності відновлення роботи відділу «Цілком таємно». Комісія вимагає докази існування зажерливих представників позаземного життя. Фокса висміюють — його питають чи схожі прибульці на тих що в «Людях у чорному» і називають розказане ним баєчкою. Малдер доводить, що справжній доказ — це Скаллі, яка була інфікована інопланетним вірусом. Коли Скаллі висловлює невизначене ставлення до цієї інфекції, рада дає їм останню можливість представити беззаперечний доказ.
Тим часом Курець звітує перед Синдикатом про прибульця у Феніксі, впевнений, що зможе його вбити. Синдикат незадоволений, що ця ситуація привертає до себе занадто багато уваги.
Помічник директора Волтер Скіннер розповідає Малдеру, який працює над відновленням спалених матеріалів, що Малдеру та Скаллі було відмовлено у повторному призначенні в Досьє X. Але Малдер повинен шукати папку, залишену на столі в його старому кабінеті. В старому кабінеті Малдер зустрічається із Спендером — він перебирає «Цілком таємно». Також до Архіву призначена Діана Фоулі. Почуваючись зрадженим Фоулі, Малдер йде, але не раніше, ніж забере папку із собою.
Курець шукає Гібсона Прайса, якому саме в цей момент здійснюють операцію на мозку. Курець наказує приготувати Прайса до перевезення.
Скіннер наданими матеріалами наводить Малдера на дивний випадок в Аризоні, який міг би дати йому необхідні докази. На місці злочину Малдер і Скаллі знаходять глибокі подряпини в деревині і стіні — зроблені явно не людськими нігтями; уламок пазура агент дістає зі стіни. Фокс припускає, що жертва була інфікована інопланетним вірусом і що цей вірус сприяв пришвидшеному розвитку інопланетної істоти. Істота розірвала груди жертви зсередини під час свого народження.
Курець приїжджає незабаром з Гібсоном до будинку, Прайс каже, що інопланетянина вже немає. На атомній електростанції за 60 миль від Фінікса чужинець вбиває іншу людину — працівника Гомера. Спендер та Фаулі відмовляють у доступі на атомну електростанцію Малдеру та Скаллі. Повернувшись до своєї автівки, вони знаходять всередині Гібсона, що лежав на задньому сидінні — він втік від Курця.
Скаллі в мотелі доглядає за Гібсоном. Прайс каже, що його трепанували, бо він може читати думки людей. Малдер теж хоче залучити Прайса, щоб знайти інопланетну істоту, але Скаллі відмовляє його від цього, пояснюючи, що Прайс є тим самим науковим свідченням, яке шукає Малдер. Прайс може підтвердити всі висловлювання Малдера. Коли Скаллі повідомляє Малдеру, що хлопчик потребує медичного обслуговування і що вона збирається везти його в лікарню, приїздить агентка Фоулі. Фоулі розповідає Малдеру, що їй запропонували «Цілком таємно» і вона захищає його інтерес. Фоулі каже, що знає — істота ховається на атомній електростанції.
Малдер залишає Гібсона зі Скаллі і вирушає із Фоулі. Агенти вважають, що прибулець шукає тепла, саме тому він знаходиться на атомній електростанції. Скаллі довезла Гібсона в лікарню, де встановлено, що у нього в крові чужорідний вірус. Малдер і Фоулі проникають на електростанцію. В приміщенні біля головного реактора вони знаходять органічний матеріал на підлозі та охолоджуючих трубах; Малдер чує якийсь рух. Він дістає між трубами щось схоже на скинуту шкіру. В цей час дзвонить Скаллі з лікарні і повідомляє, що Гібсон має сліди інопланетного вірусу в своєму тілі — так чи інакше, він є частково інопланетянином. Доки Скаллі відволікалася на дзвінок, Чорноволосий чоловік викрадає Прайса і везе його до електростанції, щоб знайти і знищити прибульця.
Малдер і Фоулі знаходять Прайса і Чорноволосого чоловіка, але занадто пізно — вони замкнулися всередині реакторної кімнати. Малдер безпорадно спостерігає, як прибулець вбиває Чорноволосого чоловіка. Прибулець повертається до Прайса. В цей час звучить сирена, і агенти ФБР збираються та націлюються на Малдера.
На слуханні в комітеті Малдеру та Скаллі наказано припинити усі дії щодо таємних матеріалів. Їм призначають випробувальний термін під керунком помічника директора Керша. Спендера відвідує Курець у своєму кабінеті; вони спілкуються про Малдера. Фокс продовжує працювати над відновленням матеріалів «Цілком таємно», і Скаллі каже, що звіт Фоулі не відображає того, що насправді сталося. Малдер повідомляє Скаллі — так Фоулі намагається захистити його і таємні матеріали. Скаллі говорить Малдеру, що ДНК чужорідного вірусу також є частиною всієї ДНК людини. Але у Гібсона неактивна залишкова ДНК проявилася.
На електростанції Гібсон спостерігає, як інопланетянин в охолоджувальних водах реактора скидає шкіру, таким чином переходячи на нову стадію розвитку.
Ти знаєш що він тут. Але не хочеш вірити.

## Створення
«Початок» був першим епізодом серіалу, який зняли в Лос-Анджелесі. Цей крок був спонуканий Девідом Духовни — щоб збільшити можливість знайти роботу в кіно, а також бути ближче до своєї дружини Теа Леоні. Кріс Картер виступив проти цього кроку; інші, такі як режисер Кім Меннерс і Джилліан Андерсон, підтримали цей крок, але їхні голоси були слабшими, ніж Духовни. Врешті-решт представники мережі «Fox» вирішили знімати в Каліфорнії. За словами Енді Мейслера, «найперший знімок сезону — довгий погляд прямо у яскраве сонце, що світить у безплідній пустелі, був розроблений, щоб оголосити про прибуття серіалу в Південну Каліфорнію». Внаслідок переїзду в епізоді була представлена переважно нова знімальна група, найнята Картером, Френком Спотніцем та новим співвиконавчим продюсером Майклом Воткінсом. Це призвело до того, що нові учасники зйомок серіалу провели п'ять тижнів, отримуючи, розпаковуючи та каталогізуючи знімальні матеріали від своїх колег у Ванкувері.
Через переїзд з Ванкувера в Лос-Анджелес деякі шанувальники серіалу були розчаровані. Багато з них звинувачували знімальний колектив в «голлівудськості» нових серій, коли додавали до зйомок помітних запрошених зірок, а також робили сюжети простішими та приємнішими для більшої аудиторії. За даними «Space.com», ряд шанувальників «Цілком таємно» особливо любили «похмуру атмосферу, яка знімається навколо Ванкувера, і передавалася в серіалі [протягом 1–5 сезонів]», чого, як вважали фанати, не вистачало шостому сезону.
Спотніц казав, що найскладнішим у написанні «Початку» було завдання не тільки відірватись від сюжетної лінії кінофільму, але й прив'язати історію до фіналу попереднього сезону. Щоб виконати це делікатне завдання, автори сценарію повернули такі постаті, як Гібсон Прайс, Діана Фоулі та Джеффрі Спендер (жоден з яких не був у фільмі), а також тих, хто був представлений у фільмі, як інопланетянин. Картер стверджував, що думав про абриси сюжету епізоду майже за два роки до цього, коли він розробляв сценарій фільму «Цілком таємно».
Персонажа Сенді, якого на початку серії, на прохання Картера зіграв режисер кастингу шоу Рік Міллікан. Пізніше Міллікан пожартував, що більшу частину зйомок він провів по телефону, кинувши все інше для майбутніх епізодів «Цілком таємно». Одного з працівників атомної електростанції називають Гомером, це є посиланням на Гомера Сімпсона.
Сцени в передмісті Аризони знімали у Валенсії (Санта-Кларіта, штат Каліфорнія), оскільки продюсери хотіли «щось справді від Едварда Руки-Ножиці». Сцени, що відбувалися на атомній електростанції, були зняті в будівлі на базі Лонг-Біч, котра належить компанії з постачання електроенергії «Southern California Edison». Через спекотну погоду багато сцен знімали «при температурі значно вище ста градусів», а деякі моменти довелося перезаписувати в студії з огляду на надмірний фоновий шум. Сцени линьки інопланетянина у басейні з відпрацьованим паливом електростанції були відзняті у резервуарі із водою, розташованому в Марина-дель-Рей, що часто використовувався продюсерами серіалу «Рятувальники Малібу». Зйомки сцен линьки виявились клопіткими, і багато кадрів потрібно було знімати кілька разів через проблеми з реквізитом та постановкою. Ці проблеми зберігались у постпродукції, і деякі сцени не були завершені до кінця жовтня — майже через два місяці після закінчення основних зйомок.

## Сприйняття
«Початок» вперше вийшов в ефір у США 8 листопада 1998 року. Епізод отримав рейтинг Нільсена 11,9 із часткою 17, що означає — приблизно 11,9 відсотка всіх домогосподарств, обладнаних телевізором, і 17 відсотків домогосподарств-переглядачів телепрограм, налаштувалися на епізод. Його переглянули 20,34 мільйони глядачів і він став другим за рейтингом епізодом шостого сезону. Епізод, випущений у Великій Британії та Ірландії в ефірі «Sky One» 7 березня 1999 року, зібрав 1,08 мільйона глядачів, що зробило його другим за популярністю того тижня. Згодом ця серія була включена у «Міфологію Цілком таємно», том 3 — Колонізація, колекція DVD.
Оглядачі в своїх думках розділилися — відгуки варіювались від переважно позитивних до негативних. У книзі «Кінець і початок: Офіційний путівник по Цілком таємно, випуск 5», Енді Мейслер писав, що деякі шанувальники та критики позитивно відреагували на «Початок», особливо тому, що епізод функціонував як «особливо хитрий та ефективний спосіб започаткування нового сезону та епохи». Том Кессеніч у своїй книзі «Експертиза: Несанкціонований погляд на сезони 6–9 Цілком таємно» позитивно написав про цю серію, сказавши, що « Початок» був досить гарним прем'єрним епізодом. Емілі Вандерверфф з «The A.V. Club» надала серії оцінку B. Вона похвалила гру Кріса Оуенса, сказавши, що він «виконував нікудишнього Спендера». Незважаючи на це, вона назвала епізод «безглуздим» і написала, що «це не є чудовим епізодом серіалу, але він працює досить добре». Основним питанням критики Вандерверфф було те, що в серії вирішили завершити нитку сюжету, що тяглася з фіналу п'ятого сезону, але мало зробили для розкриття художніх ідей серіалу. Оглядачка також критикувала той факт, що Скаллі знову була скептиком паранормальних явищ після всього, що вона бачила.
Однак не всі відгуки були позитивними. Роберт Шірман і Ларс Пірсон у своїй книзі «Хочемо вірити: критичний путівник по Цілком таємно, Мілленіуму та Одиноких стрільцях» оцінили епізод однією зіркою з п'яти, написавши, що «„Початок“ відкривається досить дотепно […] а потім не пропонує глядачеві жодної поживи. Це краще для сезону, ніж „Повернення“ […], але це все ще дуже погано». Пола Вітаріс з «Cinefantastique» надала епізоду в значній мірі негативний відгук і присудила йому 1.5 зірки з чотирьох. Вона висміяла сюжет, сказавши, що цей епізод був «ще на одну милю далі по міфології „Цілком таємно“. Інопланетяни-монстри? Це щось із шаленого дешевого бульварного роману з псевдонауковою оповіддю, розчиненою у цілком технологічній лексиці».

## Знімалися
| Актор                  | Роль                      |
| ---------------------- | ------------------------- |
| Девід Духовни          | Фокс Малдер               |
| Джилліан Андерсон      | Дейна Скаллі              |
| Мітч Піледжі           | Волтер Скіннер            |
| Джеймс Пікенс-молодший | Елвін Керш                |
| Мімі Роджерс           | агент Діана Фоулі         |
| Вільям Брюс Девіс      | Курець                    |
| Кріс Оуенс             | Джеффрі Спендер           |
| Дон С. Вільямс         | Перщий Старійшина         |
| Джордж Мердок          | Другий Старійшина         |
| Вейн Александр         | Г. Арнольд                |
| Беніто Мартінес        | санітар                   |
| Артур Таксьєр          | асистент директора Барт   |
| Кім Робіллард          | Гомер                     |
| Вейн Томас Йорк        | працівник електростанції  |
| Венді Мелік            | асистент директора Маслін |